# Rayl
Le rayl est une mesure d'impédance acoustique possédant deux définitions incompatibles. Dans le système SI elle vaut 1 Pa.s.m-1 et dans le  système CGS 1 ba.s.cm-1. Par suite
1 Rayl (CGS) = 10 Rayl (SI).
Cette unité a été nommée d'après John William Strutt Rayleigh.

## References
1. ↑  (en) L. E. Kinsler, A. R. Frey, A. B. Coppens et J. V. Sanders, Fundamentals of Acoustics, New York, John Wiley & Sons, Inc., 2000 (ISBN 0-471-84789-5)